# Vacheresse
Vacheresse è un comune francese di 791 abitanti situato nel dipartimento dell'Alta Savoia della regione dell'Alvernia-Rodano-Alpi.

## Storia

### Simboli
Lo stemma comunale è stato adottato il 24 novembre 1999.

## Società

### Evoluzione demografica
Abitanti censiti